# 조원흥
조원흥(趙源興, 1924년 2월 22일 ~ 몰년 미상)은 일제강점기의 조선귀족으로, 본관은 양주, 본적은 서울특별시 중구 저동이며, 자작 조대호의 양자이다.

## 생애
1932년 11월 7일 조대호(조원흥의 양아버지)에게 사후 양자로 입적되었으며, 1933년 2월 15일 자신의 양아버지였던 조대호가 받은 자작 작위를 승계받았다. 1943년 일본 도쿄 메이세이 중학교(名星中學校)를 졸업했다.
1944년 3월 1일 일본 정부로부터 종5위에 서위되었으며, 1945년 8월 경성경제전문학교를 중퇴했다. 광복 이후인 1949년 8월 10일 반민족행위특별조사위원회에 체포되어 불구속 재판을 받기도 했으나, 한국 전쟁 중이던 1950년에 실종된 것으로 추정된다. 1965년 1월 16일 서울가정법원으로부터 실종 선고를 받았다.
친일파 708인 명단의 조선귀족 부문, 민족문제연구소의 친일인명사전 수록자 명단의 수작/습작 부문, 친일반민족행위진상규명위원회가 발표한 친일반민족행위 705인 명단에 포함되었다.

## 참고자료
- 친일반민족행위진상규명위원회 (2009). 〈조원흥〉. 《친일반민족행위진상규명 보고서 Ⅳ-17》. 서울. 126~128쪽.